# ادی اسپیرز
ادی اسپرز (انگلیسی: Eddie Spears؛ زادهٔ ۲۹ نوامبر ۱۹۸۲) یک هنرپیشه اهل ایالات متحده آمریکا است.
از فیلم‌هایی که وی در آن نقش داشته است، می‌توان به  قانون کشتار اشاره کرد.

## اوایل زندگی
اسپیرز در چیمبرلین، داکوتای جنوبی متولد شد. او پنج برادر و یک خواهر دارد. برادر بزرگترش مایکل اسپرز نیز بازیگر است.